# Воинские звания и знаки различия Вооружённых сил Боливии
Воинское звание Вооружённых сил Боливии — определяет положение (права, обязанности) военных сухопутных войск Боливии по отношению к другим военным. Воинское звание присваивается гражданам как признание их заслуг, особых отличий, служебной квалификации.
Вооружённые силы Боливии имеет четыре вида: армия, военно-морские силы, военно-воздушных силы и национальная полиция. Каждый из видов сил имеет аналогичную структуру воинского ранжирования: унтер-офицеры, старшие унтер-офицеры, офицеры и генералы (адмиралы).

## Воинские звания и знаки различиясухопутных войск Боливии
Военнослужащие получают воинское звание после прохождения обучения по специальности:
- Школа сержантов (унтер-офицеров) в столице Боливии Сукре;
- Военный колледж Боливии в городе Ла-Пас.

### Генералы и офицеры
| Категории                             | Генералы            | Генералы            | Генералы           | Старшие офицеры | Старшие офицеры    | Старшие офицеры | Младшие офицеры | Младшие офицеры   | Младшие офицеры   |
| ------------------------------------- | ------------------- | ------------------- | ------------------ | --------------- | ------------------ | --------------- | --------------- | ----------------- | ----------------- |
| Парадный погон                        |                     |                     |                    |                 |                    |                 |                 |                   |                   |
| Повседневный погон                    |                     |                     |                    |                 |                    |                 |                 |                   |                   |
| Знак различия на полевую форму одежды |                     |                     |                    |                 |                    |                 |                 |                   |                   |
| Боливийское название                  | General de ejército | General de división | General de brigada | Coronel         | Teniente coronel   | Mayor           | Capitán         | Teniente          | Subteniente       |
| Аналог США                            | General             | Lieutenant general  | Major general      | Colonel         | Lieutenant colonel | Major           | Captain         | First lieutenant  | Second lieutenant |
| Российское соответствие               | Генерал армии       | Генерал-полковник   | Генерал-лейтенант  | Полковник       | Подполковник       | Майор           | Капитан         | Старший лейтенант | Лейтенант         |

### Сержанты и солдаты
| Категории                             | Унтер-офицеры      | Унтер-офицеры    | Унтер-офицеры      | Унтер-офицеры        | Унтер-офицеры      | Сержанты         | Сержанты         | Сержанты         | Солдаты             | Солдаты     | Солдаты      |
| ------------------------------------- | ------------------ | ---------------- | ------------------ | -------------------- | ------------------ | ---------------- | ---------------- | ---------------- | ------------------- | ----------- | ------------ |
| Парадный погон                        |                    |                  |                    |                      |                    |                  |                  |                  | —                   | —           | —            |
| Повседневный погон                    |                    |                  |                    |                      |                    |                  |                  |                  |                     |             |              |
| Знак различия на полевую форму одежды |                    |                  |                    |                      |                    |                  |                  |                  |                     |             | —            |
| Боливийское название                  | Suboficial maestre | Suboficial mayor | Suboficial primero | Suboficial segundo   | Suboficial inicial | Sargento primero | Sargento segundo | Sargento inicial | Cabo                | Dragoneante | Soldado raso |
| Аналог США                            | Sergeant major     | Sergeant major   | Master sergeant    | Sergeant first class | Staff sergeant     | Sergeant         | Corporal         | Specialist       | Private first class | Private     | Recruit      |
| Российское соответствие               | Старший прапорщик  | Прапорщик        | Старшина           | —                    | Старший сержант    | Сержант          | Младший сержант  | —                | Ефрейтор            | Ефрейтор    | Рядовой      |